# Паметник на Гоце Делчев (Гоце Делчев)
Паметникът на Гоце Делчев е монумент в чест на водача на Вътрешната македоно-одринска организация Гоце Делчев (1872 – 1903) в град Гоце Делчев (Неврокоп), България.
Разположен е на централния площад на града, също наречен „Гоце Делчев“. Представлява внушителен паметник, като Гоце Делчев е изобразен в цял ръст в цивилни дрехи, седнал, върху облицован с плочи постамент, на който има надпис „Гоце Делчев“. От северната страна са изписани думите му: „Аз разбирам света единствено като поле за културно съревнование между народите“. Автор на паметника е скулпторът Димитър Боновски. Открит е на 28 октомври 1983 година.
Паметникът е включен в Регистъра на военните паметници в България.